# Eta1 Fornacis
Eta1 Fornacis är en orange jätte i Ugnens stjärnbild. Den går även under beteckningen HD 17528.
Stjärnan har visuell magnitud +6,51 och är kräver fältkikare för att kunna observeras.